# قورباغه درختی رودخانه‌ای اسپنسر
قورباغه درختی رودخانه‌ای اسپنسر (نام علمی: Litoria spenceri) نام یک گونه از سرده قورباغه درختی استرالیایی است.